# GRASS GIS
GRASS (англ. Geographic Resources Analysis Support System — Система Підтримки Аналізу Географічних Ресурсів) — це безплатна геоінформаційна система (ГІС) з відкритим кодом, призначена для геомоделювання, управління просторовими растрової, векторної даними та комп'ютерної графіки, обробки супутникових знімків, створення карт, просторового моделювання і візуалізації.
Діє на різних платформах через графічний інтерфейс і командний процесор в системі X Window. Розповсюджується на умовах ліцензії GNU GPL.

## Архітектура
GRASS підтримує обробку растрових і векторних даних в двох та трьох вимірах.. Модель векторних даних ґрунтується на топології, що означає, що області визначаються границями та центроїдами; границі не можуть перекриватись на одному шарі.  Такий підхід протилежний стандарту Simple Features консорціуму OpenGIS, який визначає вектори набагато вільніше, подібно до систем векторної графіки загального призначення.
GRASS розроблено як середовище, в якому виконуються різні інструменти, призначені для виконання специфічних для ГІС функцій.  На відміну від звичайного прикладного програмного забезпечення, після запуску GRASS користувачу відображається модифікований командний процесор UNIX для виклику команд GRASS (також має назву модулів).  Середовище містить наступну інформацію: географічний регіон, застосовані картографічні проєкції тощо.  Під час роботи всі модулі GRASS зчитують цю інформацію та отримують спеціальні параметри (такі як вхідні та вихідні карти, або значення параметрів, що використовуються в обчисленнях).  Більшість із модулів GRASS та можливостей системи доступні через графічний інтерфейс користувача (який реалізовано в модулі GRASS).  В базову поставку GRASS включено приблизно 200 основних модулів, і понад 100 модулів доступні на сайті GRASS.  Бібліотеки GRASS та основні модулі написано мовою програмування C; інші модулі написано на C, UNIX shell, Tcl та інших мовах програмування.  Модулі GRASS створювались відповідно до філософії UNIX, і, тому, можуть комбінуватись в скриптах для створення нових модулів, що розв'язують специфічні задачі користувачів.
Існує модуль підтримки взаємодії з Quantum GIS (QGIS).  Останні версії QGIS можуть виконуватись в середовищі GRASS, перетворюючи QGIS на дружній графічний інтерфейс, більш схожий на графічні інтерфейси типових ГІС.
Там також існує проект, реалізації GRASS на платформі Java, відомий як JGRASS.

## Історія створення і розробки
GRASS є однією із найстаріших ГІС і бере початок з розробок Армії США, що проводилися на початку 1980-х років.
Розробка GRASS розпочалась в 1982 році, в ній брала участь велика кількість Федеральних агенцій США, навчальних закладів, приватних підприємств. Основні компоненти GRASS і координація зусиль учасників проекту GRASS знаходились у відомстві дослідницької лабораторії збройних сил США (USA-CERL). USA-CERL завершила свій останній випуск GRASS як версію 4.1 в 1992 році, і забезпечила п'ять оновлень і виправлень до цього випуску до 1995 року. USA-CERL також розробила основні компоненти GRASS 5.
Сирцевий код проекту був відкритий в 1995 році під ліцензією GPL.
У 2005 році випуск GRASS 6 додав підтримку нових 2D/3D топологічних даних та аналіз векторних мереж. Атрибути даних зберігаються в .dbf файлах або в основаних на SQL СКБД як, наприклад MySQL, PostgreSQL/PostGIS, і SQLite. Система може застосовуватись для візуалізації 3D векторної та воксельної графіки. GRASS підтримує обширний діапазон растрових і векторних форматів через використання бібліотеки GDAL/OGR.
У випуску 7, що вийшов у лютому 2015, на зміну старому графічному інтерфейсу, написаному з використанням Tcl/Tk, прийшов новий переносимий інтерфейс на базі Cairo і wxPython. У інтерфейсі максимально спрощено виконання складних ГІС-операцій. Доданий новий Python API для доступу до функцій написаного на мові Сі ядра GRASS, що значно спрощує створення модулів GIS — Python. Усі модулі на мові bash перетворені в модулі на мові Python. Як драйвер БД за умовчанням замість DBF задіяний SQLite. Значно розширені можливості векторної бібліотеки і прискорена обробка векторних даних (наприклад, продуктивність деяких векторних модулів зросла в тисячу разів. Додана велика підбірка нових модулів для обробки і класифікації зображень, оцінки зростання біомаси і сумарного випару, визначення хмар на знімках, перевірки стану контрольних точок і таке інше. Додана можливість виведення в стандартних растрових форматах. Реалізовані модулі для роботи з тривимірними растровими даними.